# اندرو نیکول
اندرو ام نیکول (به انگلیسی: Andrew M. Niccol) (زاده ۱۰ ژوئن ۱۹۶۴)، نویسنده، تهیه‌کننده و کارگردان نیوزیلندی است. او نویسنده و کارگردان فیلم‌هایی همچون گاتاکا، سایمون، ارباب جنگ و سر وقت را برعهده داشته‌است. او همچنین نویسنده و تهیه‌کننده نمایش ترومن را به عهده داشت، فیلمی که در سال ۱۹۹۹ به عنوان بهترین فیلمنامه نامزد جایزه اسکار شده بود و همچنین جایزه بفتا را به عنوان بهترین فیلمنامه دریافت کرده‌است.

## فیلم‌شناخت
| سال  |             | شناخته‌شده برای | شناخته‌شده برای | شناخته‌شده برای |
| سال  |             | کارگردان       | تولیدکننده     | فیلمنامه‌نویس   |
| ۱۹۹۷ | گاتاکا      | آری            |                | آری            |
| ۱۹۹۸ | نمایش ترومن |                | آری            | آری            |
| ۲۰۰۲ | سیمون       | آری            | آری            | آری            |
| ۲۰۰۴ | ترمینال     |                | آری            | داستان         |
| ۲۰۰۵ | ارباب جنگ   | آری            | آری            | آری            |
| ۲۰۱۱ | سر وقت      | آری            | آری            | آری            |
| ۲۰۱۳ | میزبان      | آری            |                | آری            |
| ۲۰۱۴ | کشتن خوب    | آری            | آری            | آری            |
| ۲۰۱۸ | به‌زودی      | آری            | آری            | آری            |